# Републичко јавно тужилаштво Републике Српске
Републичко јавно тужилаштво Републике Српске је самостални државни орган који предузима законом одређене мјере у погледу откривања и гоњења учинилаца кривичних дјела и улаже правне лијекове ради заштите законитости.
Сједиште Републичког јавног тужилаштва је у Бањој Луци.

## Организација
Функцију Републичког јавног тужилаштва врше главни републички јавни тужилац, замјеник главног републичког јавног тужиоца, замјеник главног републичког јавног тужиоца — специјални тужилац и републички јавни тужилац. Радом Републичког јавног тужилаштва руководи и представља га главни републички јавни тужилац. Републичко јавно тужилаштво поступа пред свим судовима Републике Српске, као и пред Уставним судом Републике Српске.
Организација Републичког јавног тужилаштва, број административно-техничког особља и услови за обављање послова утврђују се Правилником о унутрашњој организацији и пословању јавних тужилаштава Републике Српске. Главни републички јавни тужилац руководи тужилачком управом и доноси општа упутства за рад тужилачких и административних одјељења. Републичком јавном тужилаштву су потчињена окружна јавна тужилаштва.
Главни републички јавни тужилац може пред Уставним судом Републике Српске да покреће поступак за оцјену уставности закона који се примјењују у кривичним поступцима, уколико се у пракси постави питање уставности.
Све републичке јавне тужиоце именује Високи судски и тужилачки савјет Босне и Херцеговине.

## Посебно одјељење
Посебно одјељење Републичког тужилаштва за сузбијање корупције, организованог и најтежих облика привредног криминала је основано доношењем Закона о сузбијању корупције, организованог и најтежих облика привредног криминала (2016), замјенивши пређашње Специјално тужилаштво Републике Српске.
Посебно одјељење чине замјеник републичког главног тужиоца — специјални тужилац и републички тужиоци распоређени у Посебно одјељење. У оквиру Посебног одјељења оснива се и Јединица за истраге и безбједност коју чине начелник и тужилачки истражиоци (овлашћена службена лица).